# Christoph von Keller

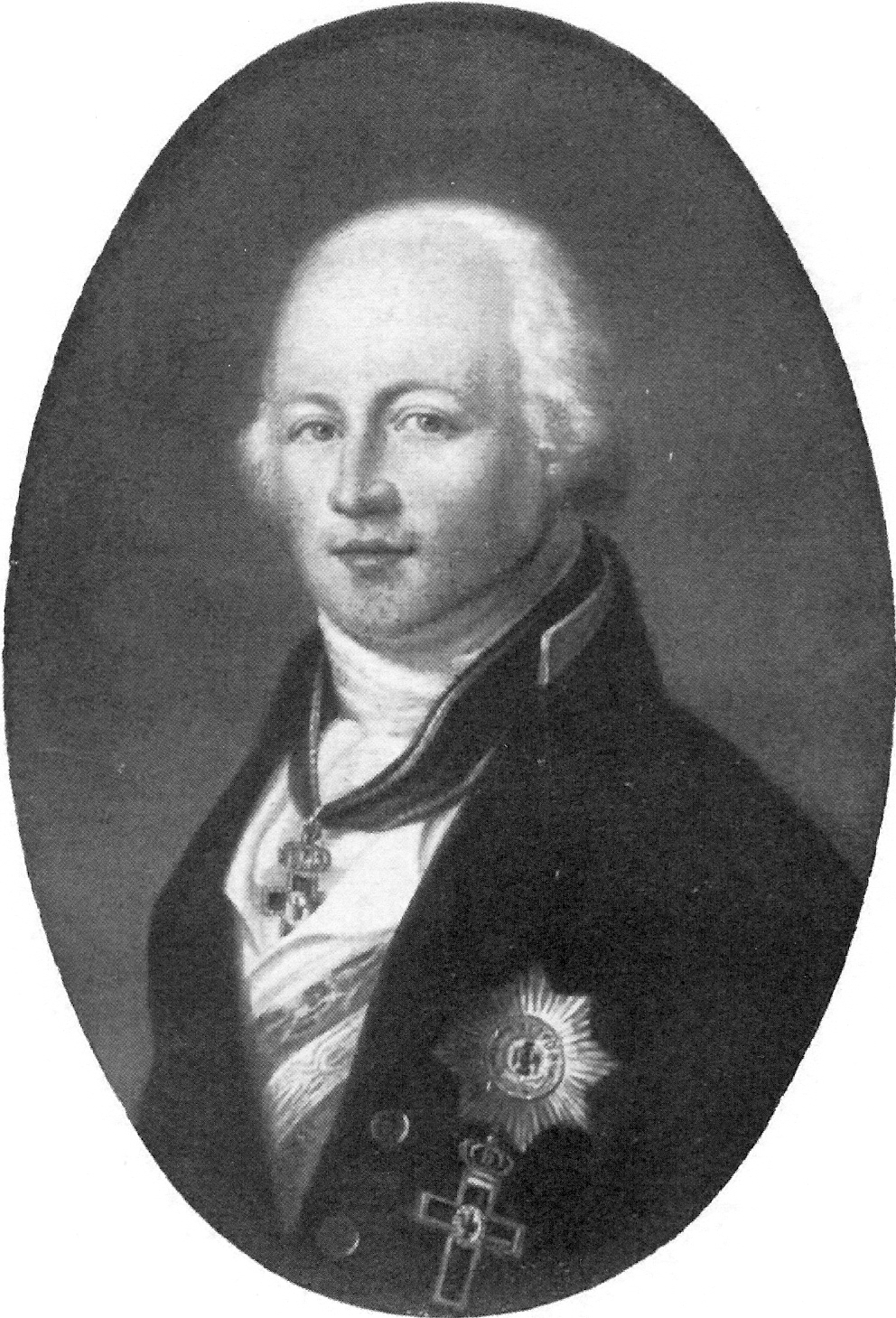
Ludwig Christoph Graf von Keller

Dorotheus Ludwig Christoph Freiherr von Keller, ab 1789 Graf von Keller, (* 19. Februar 1757 in Gotha; † 22. November 1827 in Stedten an der Gera) war ein deutscher Politiker.

## Leben
Keller war der Sohn des sachsen-gothaischen Ministers Freiherr Christoph Dietrich von Kellers. Die Familie von Keller stammte aus dem Herzogtum Württemberg. Nach seiner Schulzeit – meistenteils durch Hauslehrer unterrichtet – studierte Keller Jura an den Universitäten Göttingen und Straßburg.
Sofort nach erfolgreichem Abschluss seines Studiums wurde Keller 1777 zum preußischen Legationsrat ernannt. Als solcher wirkte er 1779–85 als Gesandter am schwedischen Hof in Stockholm, 1786–89 am russischen in Sankt Petersburg. Eine Szene mit dem Vizekanzler Graf Iwan Ostermann (1725–1811) und eine – wirkliche oder angebliche – Beleidigung der Kaiserin Katharina führten schließlich auf russisches Verlangen zu seiner Abberufung aus Russland.
König Friedrich Wilhelm II. entschädigte ihn noch 1789 durch die Verleihung des preußischen Grafenstandes und durch die Ernennung zum Gesandten im Haag, wo Keller von 1790 bis 1795 wirkte. Im Januar 1795 durch das Eindringen der Franzosen von dort vertrieben, verweilte er in Holstein und auf seinem Gut Stedten bei Erfurt.
Im April 1797 zum Gesandten an den österreichischen Kaiserhof in Wien ernannt, blieb er in dieser Stellung, bis im Jahr 1805 finanzielle Schwierigkeiten ihn veranlassten, um seinen Abschied zu bitten, den ihm König Friedrich Wilhelm III. am 28. Mai 1805 gewährte.
1805 zog er sich zunächst auf sein Gut Stedten zurück und betätigte sich – wegen anderer Besitztümer – nach 1807 in der Ständeversammlung des Königreichs Westphalen.
Schon seit der Jugend war von Keller dem Fürstprimas Karl Theodor von Dalberg bekannt, der ihn nach dem Austritt aus preußischen Diensten engagierte. In Dalbergs Auftrag war Keller an der Ausrichtung des Erfurter Fürstenkongresses beteiligt und später dann auch anwesend. 1811 fungierte Keller als Sonderbotschafter für den inzwischen von Napoleons Gnaden zum Großherzog von Frankfurt mutierten Dalberg in Paris. Nach dem Ende des Großherzogtums Frankfurt trat Keller in den Dienst des Kurfürsten von Hessen und vertrat Hessen-Kassel auch auf dem Wiener Kongress. 1815 nahm die Akademie gemeinnütziger Wissenschaften zu Erfurt Keller als Mitglied auf und als deren Präsident löste Keller Freiherr Karl Friedrich von Dacheröden ab.
Nach Beendigung der Freiheitskriege trat Keller wieder in preußische Dienste und wurde 1816 erster Präsident des Regierungsbezirks Erfurt, schon 1817 trat er aber zurück. Er blieb noch preußischer Gesandter an den thüringischen Höfen.

## Familie
Verheiratet war Keller seit 1790 mit Amalie (1771–1853), einer Tochter des Grafen Christian Ludwig Casimir zu Sayn-Wittgenstein-Berleburg und Schwester des russischen Generalfeldmarschalls Fürst Wittgenstein. Ihre Kinder waren:
- Gustav Emil Louis (1790 – ?)
- Theodor Ludwig Wilhelm (1791–1860)
- Maria Wilhelmine Luise, verh. Barjatinski (1792–1858)
- Ivan Gustav Friedrich Alexander (1801–1879)
- Gustav Ludwig Emil (1805–1897)